# Rajd Polski 2004
Rajd Polski 2004 (61. Rajd Polski) – 61. edycja rajdu samochodowego Rajd Polski rozgrywanego w Polsce. Rozgrywany był od 27 do 28 maja 2004 roku. Bazą rajdu była miejscowość Kłodzko. Rajd był drugą rundą Rajdowych Mistrzostw Europy w roku 2004, i także drugą rundą Rajdowych Samochodowych Mistrzostw Polski w roku 2004. Składał się z 19 odcinków specjalnych (OS).

## Zwycięzcy odcinków specjalnych[3]
| Dzień   | Numer odcinka | Nazwa odcinka  | Długość  | Zwycięzca odcinka                | Nr Sam. | Samochód           | Czas    | Śr. pr.    | Lider rajdu                      |
| ------- | ------------- | -------------- | -------- | -------------------------------- | ------- | ------------------ | ------- | ---------- | -------------------------------- |
| 27 maja | OS1           | Muflon 1       | 10,90 km | Simon Jean-Joseph Jacques Boyere | 3       | Renault Clio S1600 | 5:40.5  | 115,2 km/h | Simon Jean-Joseph Jacques Boyere |
| 27 maja | OS2           | Spalona 1      | 23,58 km | Simon Jean-Joseph Jacques Boyere | 3       | Renault Clio S1600 | 12:31.2 | 113,0 km/h | Simon Jean-Joseph Jacques Boyere |
| 27 maja | OS3           | Międzylesie 1  | 16,95 km | Leszek Kuzaj Maciej Szczepaniak  | 4       | Subaru Impreza STi | 9:22.0  | 108,6 km/h | Luca Pedersoli Daniele Vernuccio |
| 27 maja | OS4           | Muflon 2       | 10,90 km | Simon Jean-Joseph Jacques Boyere | 3       | Renault Clio S1600 | 5:38.8  | 115,8 km/h | Simon Jean-Joseph Jacques Boyere |
| 27 maja | OS5           | Spalona 1      | 23,58 km | Simon Jean-Joseph Jacques Boyere | 3       | Renault Clio S1600 | 12:27.1 | 113,6 km/h | Simon Jean-Joseph Jacques Boyere |
| 27 maja | OS6           | Czarna Góra 1  | 17,92 km | Luca Pedersoli Daniele Vernuccio | 2       | Peugeot 306 Maxi   | 9:36.5  | 111,9 km/h | Simon Jean-Joseph Jacques Boyere |
| 27 maja | OS7           | Spalona 3      | 23,58 km | Leszek Kuzaj Maciej Szczepaniak  | 4       | Subaru Impreza STi | 13:18.4 | 106,3 km/h | Leszek Kuzaj Maciej Szczepaniak  |
| 27 maja | OS8           | Międzylesie 2  | 16,95 km | Leszek Kuzaj Maciej Szczepaniak  | 4       | Subaru Impreza STi | 9:49.4  | 103,5 km/h | Leszek Kuzaj Maciej Szczepaniak  |
| 27 maja | OS9           | Czarna Góra 2  | 17,92 km | Luca Pedersoli Daniele Vernuccio | 2       | Peugeot 306 Maxi   | 9:39.9  | 111,2 km/h | Leszek Kuzaj Maciej Szczepaniak  |
| 28 maja | OS10          | Wilcza 1       | 9,96 km  | Simon Jean-Joseph Jacques Boyere | 3       | Renault Clio S1600 | 4:59.2  | 119,8 km/h | Leszek Kuzaj Maciej Szczepaniak  |
| 28 maja | OS11          | Srebrna Góra 1 | 19,65 km | Simon Jean-Joseph Jacques Boyere | 3       | Renault Clio S1600 | 10:31.0 | 112,1 km/h | Leszek Kuzaj Maciej Szczepaniak  |
| 28 maja | OS12          | Sowa 1         | 13,95 km | Simon Jean-Joseph Jacques Boyere | 3       | Renault Clio S1600 | 7:42.8  | 108,5 km/h | Leszek Kuzaj Maciej Szczepaniak  |
| 28 maja | OS13          | Kłodzko 1      | 2,31 km  | Luca Pedersoli Daniele Vernuccio | 2       | Peugeot 306 Maxi   | 1:55.2  | 72,2 km/h  | Leszek Kuzaj Maciej Szczepaniak  |
| 28 maja | OS14          | Wilcza 2       | 9,96 km  | Luca Pedersoli Daniele Vernuccio | 2       | Peugeot 306 Maxi   | 5:00.2  | 119,4 km/h | Leszek Kuzaj Maciej Szczepaniak  |
| 28 maja | OS15          | Srebrna Góra 2 | 19,65 km | Luca Pedersoli Daniele Vernuccio | 2       | Peugeot 306 Maxi   | 10:28.3 | 112,6 km/h | Leszek Kuzaj Maciej Szczepaniak  |
| 28 maja | OS16          | Sowa 2         | 13,95 km | Luca Pedersoli Daniele Vernuccio | 2       | Peugeot 306 Maxi   | 7:35.8  | 110,2 km/h | Luca Pedersoli Daniele Vernuccio |
| 28 maja | OS17          | Wilcza 3       | 9,96 km  | Luca Pedersoli Daniele Vernuccio | 2       | Peugeot 306 Maxi   | 4:56.3  | 121,0 km/h | Luca Pedersoli Daniele Vernuccio |
| 28 maja | OS18          | Srebrna Góra 3 | 19,65 km | Luca Pedersoli Daniele Vernuccio | 2       | Peugeot 306 Maxi   | 10:24.1 | 113,3 km/h | Luca Pedersoli Daniele Vernuccio |
| 28 maja | OS19          | Sowa 3         | 13,95 km | Luca Pedersoli Daniele Vernuccio | 2       | Peugeot 306 Maxi   | 7:40.5  | 109,1 km/h | Luca Pedersoli Daniele Vernuccio |

## Wyniki końcowe rajdu[4][5]
| Miejsce | Kierowca           | Pilot              | Samochód                  | Czas      | Strata  |
| ------- | ------------------ | ------------------ | ------------------------- | --------- | ------- |
| 1       | Luca Pedersoli     | Daniele Vernuccio  | Peugeot 306 Maxi          | 2:40:25.9 | –       |
| 2       | Leszek Kuzaj       | Maciej Szczepaniak | Subaru Impreza STi        | 2:40:58.0 | +32.1   |
| 3       | Simon Jean-Joseph  | Jacques Boyere     | Renault Clio S1600        | 2:42:12.3 | +1:46.4 |
| 4       | Tomasz Kuchar      | Krzysztof Geborys  | Mitsubishi Lancer EVO VI  | 2:42:13.9 | +1:48.0 |
| 5       | Bruno Thiry        | Nicolas Gilsoul    | Citroën C2 S1600          | 2:42:14.5 | +1:48.6 |
| 6       | Michał Bębenek     | Grzegorz Bębenek   | Mitsubishi Lancer EVO VII | 2:42:44.4 | +2:18.5 |
| 7       | Michał Sołowow     | Maciej Baran       | Mitsubishi Lancer EVO VII | 2:43:39.0 | +3:13.1 |
| 8       | Grzegorz Grzyb     | Przemysław Mazur   | Suzuki Ignis S1600        | 2:44:25.3 | +3:59.4 |
| 9       | Maciej Lubiak      | Maciej Wisławski   | Mitsubishi Lancer EVO VII | 2:45:21.8 | +4:55.9 |
| 10      | Sebastian Frycz    | Maciej Wodniak     | Fiat Punto S1600          | 2:45:29.2 | +5:03.3 |
| 11      | Stefan Karnabal    | Bartłomiej Boba    | Mitsubishi Lancer Evo VI  | 2:46:05.6 | +5:39.7 |
| 12      | Michał Kościuszko  | Jarosław Baran     | Opel Corsa S1600          | 2:46:45.0 | +6:19.1 |
| 13      | Mariusz Pelikański | Daniel Dymurski    | Peugeot 206 S1600         | 2:48:09.2 | +7:43.3 |

1. 1 2 3  Nieliczony w klasyfikacji RSMP.